# Ugo Bellagamba
Pour les articles homonymes, voir Bellagamba.
Ugo Bellagamba, né le 2 décembre 1972 à Nice, est un écrivain de science-fiction et historien français du droit.

## Biographie
Il débute dans l'anthologie périodique Étoiles vives puis coécrit deux romans avec Thomas Day, tout en continuant de publier des nouvelles, généralement assez longues, dont certaines sont réunies en recueil en 2003, aux éditions Le Bélial', sous le titre La cité du soleil et autres récits héliotropes. 
Il a également publié un essai sur Robert A. Heinlein, en collaboration avec Éric Picholle.
Il a reçu en 2005 le prix Rosny aîné de la nouvelle pour Chimères (publiée dans Bifrost no 36), le grand prix de l'Imaginaire 2009 pour Solutions non satisfaisantes. En 2010 son roman Tancrède, une uchronie a reçu le prix Rosny aîné et le prix européen Utopiales des pays de la Loire (ex aequo avec Cygnis de Vincent Gessler). 
Il a également été le délégué artistique du festival international de science-fiction Utopiales de 2012 à 2015.
Aujourd'hui, son travail d'auteur se concentre plus sur la forme courte, nouvelles de science-fiction ou contes fantastiques. 
Il a écrit sous le nom de plume « Michael Rheyss ».

### Carrière universitaire
Il a soutenu en 2001 une thèse portant sur les avocats à Marseille aux XVIIIe et XIXe siècles,. Docteur en histoire du droit, il est habilité à diriger des recherches (HDR) en histoire du droit en 2015, il enseigne cette discipline à l'université de Nice[Depuis quand ?]. Ses champs de recherche principaux sont l'histoire de la justice, l'histoire de l'utopie, et l'anthropologie juridique. Il vient de publier une monographie traitant de la place de la culture juridique dans les utopies, sous le titre "Les droits imprescriptibles de l'utopie". Il anime, depuis 2025, le programme Students4Change, un programme de sensibilisation contre les violences faites aux femmes. 
Il fait partie également de la Société internationale d'histoire de la profession d'avocat.

## Œuvres

### Romans
- L'École des assassins, Le Bélial', coll. « Étoiles vives », 2002Écrit avec Thomas Day.

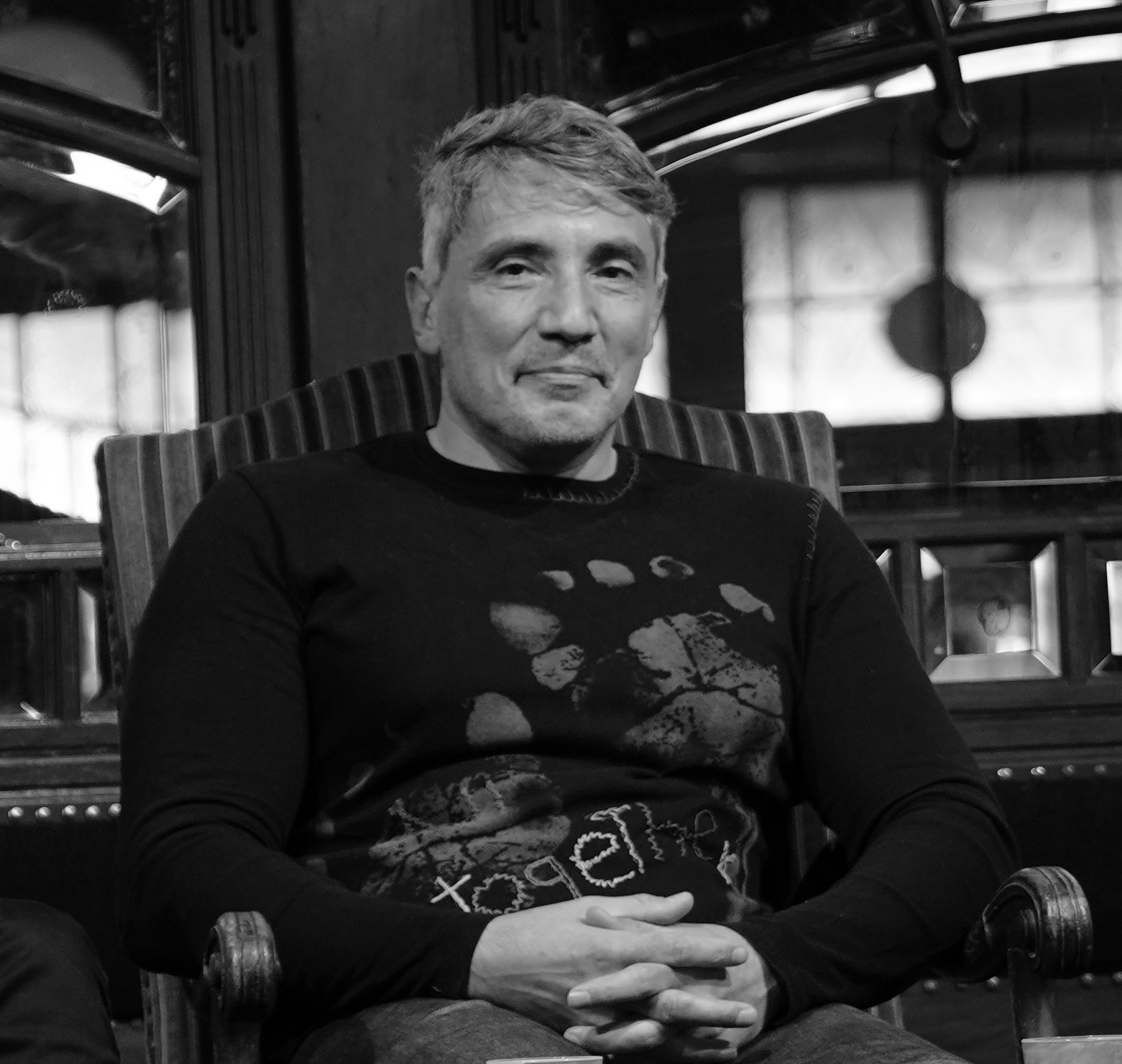
Jean Baret co-auteur du Le monde de Julia.

- Le Double corps du roi, Gallimard, coll. « Folio SF », 2003Écrit avec Thomas Day. Inspiré des Deux corps du roi de Kantorowicz
- Tancrède, une uchronie, Les Moutons électriques, 2009
- La Huitième colline de Rome, Mémoires millénaires, 2009Roman historique antique se déroulant à Cemenelum (actuel Cimiez, Nice)
- L'Origine des Victoires, Mémoires millénaires, 2013Repris en poche chez ActuSF, coll. « Hélios » no 42, 2015
- Le monde de Julia, avec Jean Baret, 2023, Illustration de Kevin Deneufchatel /Label Mu.

### Recueils de nouvelles
- La Cité du soleil et autres récits héliotropes, Gallimard, coll. « Folio SF », 2005
- Le petit répertoire des légendes rationnelles, éditions ActuSF numérique, 2017.

### Nouvelles
Par ordre chronologique de parution des nouvelles.
- L'Apopis républicain, 1999
- L'Icare hermétique, Utopiales 2022, ActuSF, pages 137 à 151, 2013Publiée initialement dans l'anthologie Vampires à contre-emploi.

### Essais
- Solutions non satisfaisantes (une anatomie de Robert A. Heinlein), Les Moutons électriques, 2008Écrit avec Eric Picholle.
- Les droits imprescriptibles de l'utopie (Essai sur la culture juridique dans les œuvres utopies de Sir Thomas More à Ievgueni Zamiatine), PUAM, coll. Histoire des idées et des institutions politiques[7], Aix-en-Provence, 2022.
- Dictionnaire utopique de la science-fiction, Le Bélial’, 2023

## Photographies

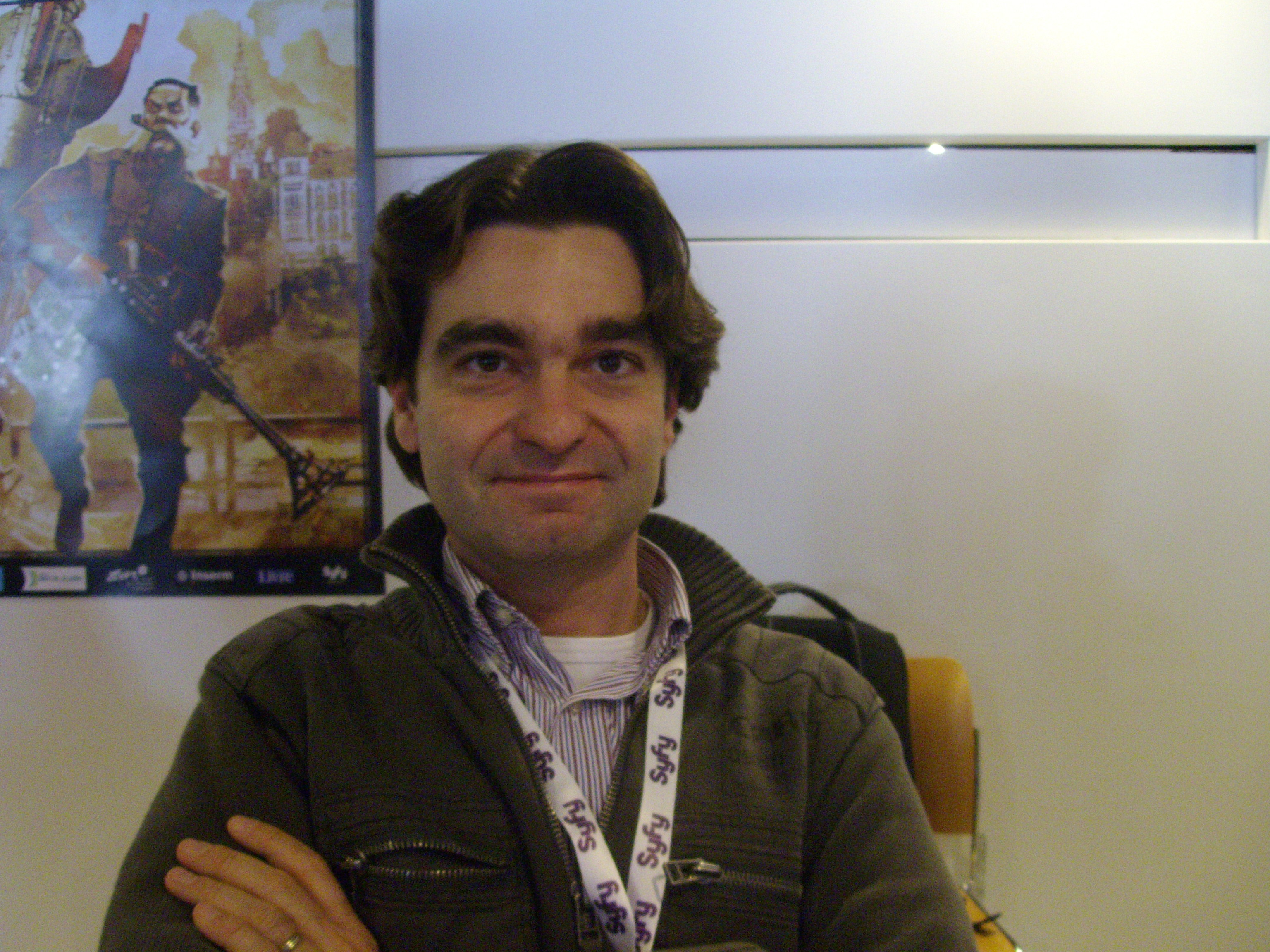
Aux Utopiales, en 2011.
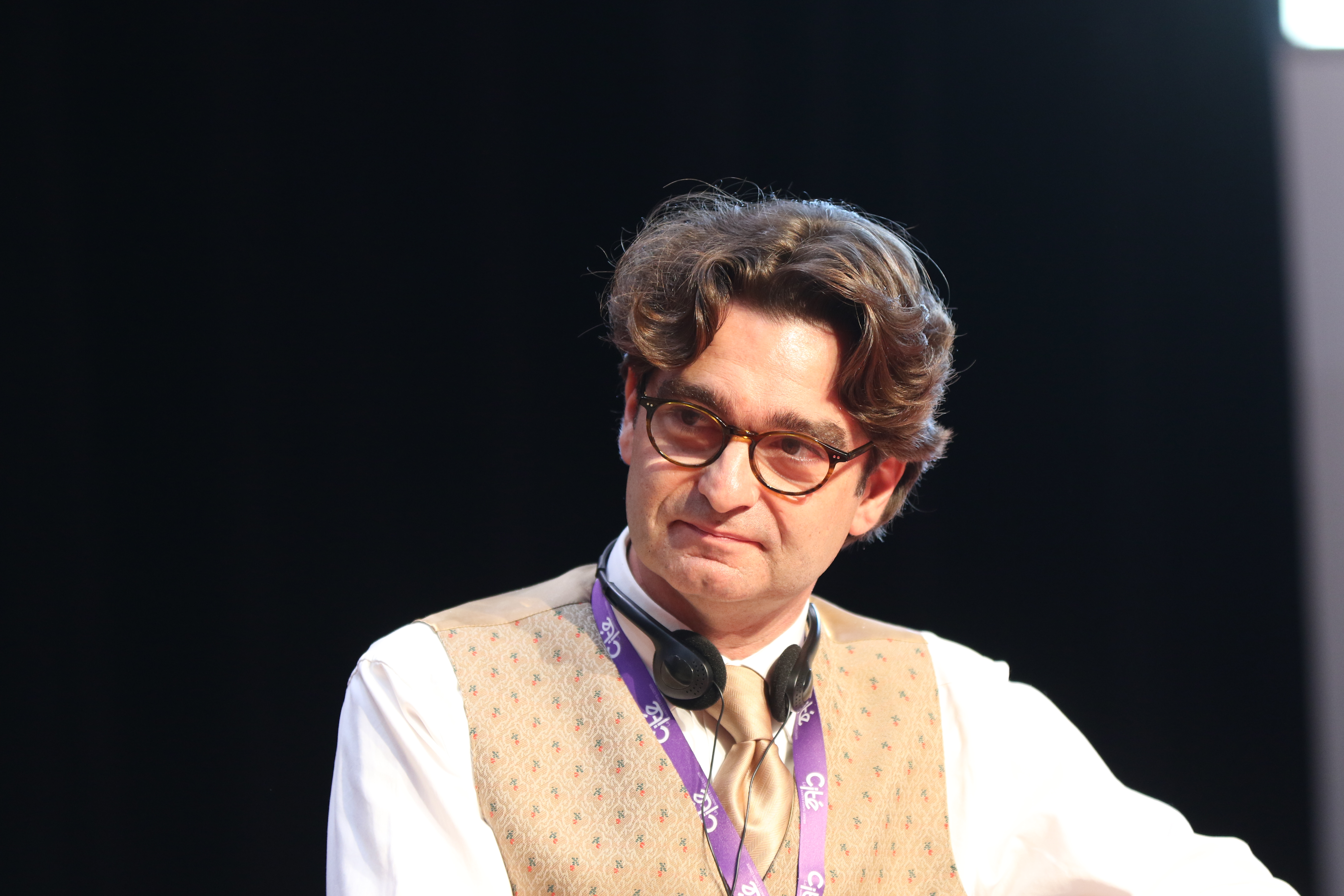
Aux Utopiales, en 2015.